# Association Sportiva Dilettantistica Calcio Ivrée
Maillots
L’Association Sportiva Dilettantistica Calcio Ivrée depuis l'été 2012, est le nouveau nom de l' Association Sportiva Dilettantistica Montalto Ivrée, appelé jusqu'en 2010 Union Sportiva Dilettantistica Montaltese.
Le club est basé à Ivrée dans la Province de Turin, et joue au sein de l'Eccellenza.
Au cours de son histoire, le club évolue pendant 11 saisons en troisième division (Serie C) : de 1941 à 1943, puis de 1945 à 1948, ensuite de 1961 à 1966, et enfin une dernière fois lors de la saison 2006-2007.

## Historique
- 1901 : Fondation de l' Union Sportiva Ivrée Calcio
- 1936 à 1941 : le club évolue dans le championnat régional
- 1941 à 1943 : le club évolue en Serie C (troisième division)
- 1943 à 1945 : championnats de guerre
- 1945 à 1948 : le club évolue en Serie C (troisième division)
- 1948 à 1959 : le club évolue dans le championnat régional
- 1959 à 1961 : le club évolue en Serie D (quatrième division)
- 1961 à 1966 : le club évolue en Serie C (troisième division)
- 1966 à 1979 : le club évolue en Serie D (quatrième puis cinquième division)
- 1979 à 1997 : le club évolue dans le championnat régional
- 1997 à 2003 : le club évolue en Serie D (cinquième division)
- 2003 à 2006 : le club évolue en Serie C2 (quatrième division)
- 2006 à 2007 : le club évolue en Serie C1 (troisième division)
- 2007 à 2009 : le club évolue en Serie C2 (quatrième division)
- 2009 : Dissolution du club.
- 2010 : Refondation du club - Le club amateur du "Calcio Ivrea" évolue en Promozione Piemonte (3e niveau amateur et 7e niveau national).